# قصر أوغوستوسبورغ وفالكنلوست
قصر أوغوستوسبورغ وقصر فالكنلوست في برول (بالألمانية: Schlösser Augustusburg und Falkenlust in Brühl) هما مجمّع معماري تاريخي يقع في مدينة برول بولاية شمال الراين-وستفاليا، ألمانيا. يربط بين القصرين حديقة واسعة تُعرف باسم "شلوسبارك" (Schlosspark)، وهي مزينة بالأشجار ومسارات المشاة والنوافير.

## التاريخ والمعمار
بُني القصران في أوائل القرن الثامن عشر كمقر إقامة صيفي وصيد للأساقفة الكبار لأبرشية كولونيا، وعلى رأسهم الأمير الناخب كليمنس أوغوست من بافاريا. يُعتبر القصران وحدائقهما من أبرز نماذج طراز الروكوكو المبكر في أوروبا، إذ مزجا بين الفن المعماري والديكور الفرنسي والإيطالي.
قصر أوغوستوسبورغ (Schloss Augustusburg) كان القصر الرئيسي ومركز الحياة الرسمية، أما قصر فالكنلوست (Schloss Falkenlust) فكان يستخدم كمقر خاص لرحلات صيد الصقور التي كانت تُعد رياضة نبيلة آنذاك.

## الحدائق
تُعدّ الحدائق المحيطة بالقصرين، والتي صُممت بأسلوب هندسي دقيق على النمط الفرنسي، جزءًا لا يتجزأ من القيمة المعمارية والفنية للموقع. وقد شارك في تصميمها المعماري البارز دومينيكو زيلر والمصمم الفرنسي دومينيك جيرار، الذي كان تلميذًا لمصمم حدائق فرساي أندريه لو نوتر.

## التصميم الداخلي والمعماريون
شارك في تصميم قصر أوغوستوسبورغ عدد من أبرز المعماريين والفنانين الأوروبيين في القرن الثامن عشر، مما جعل منه تحفة فنية متكاملة تجمع بين العمارة والنحت والزخرفة الداخلية.
كان المعماري الألماني يوهان كونراد شلاون (Johann Conrad Schlaun) هو من بدأ العمل على تصميم القصر في بدايته، قبل أن يُستكمل لاحقًا على يد المهندس الباروكّي الشهير **فرنسوا دي كوفيلّيه** (François de Cuvilliés)، وهو مهندس البلاط البافاري الذي أضفى عليه طابع الروكوكو المميز.
أما الزخارف الداخلية، فقد شارك في تنفيذها عدد من الفنانين البارزين، أبرزهم:
- كارلوس كارلوني (Carlo Carlone): الذي رسم جداريات القصر الرئيسية.
- جوزيف أنطون فيغل (Joseph Anton Feuchtmayer): نحات الباروك الذي نفّذ أعمال الجصّ والزينة ثلاثية الأبعاد.
- يوهان بتيست تسيمرمان (Johann Baptist Zimmermann): ساهم في الزخارف الجدارية والسقفية بالقصر.

وتتميّز القاعات الرئيسية داخل قصر أوغوستوسبورغ، مثل "الدرج الكبير" و"قاعة المرايا"، بثراء الزينة وروعة التفاصيل التي تعكس الذوق الملكي والذهنية الفنية لعصر الروكوكو.
أما قصر فالكنلوست، فعلى الرغم من صغره مقارنةً بأوغوستوسبورغ، إلا أنه يتميّز بتصميم داخلي حميمي وفاخر، خصوصًا في القاعة المركزية التي خُصصت لاستقبال الضيوف المهمين خلال رحلات الصيد.

## الاعتراف العالمي
أُدرج الموقع ضمن قائمة مواقع التراث العالمي لدى اليونسكو في عام 1984، بوصفه "تحفة من تحف الفن المعماري الروكوكو في أوروبا"، لما يتمتع به من انسجام فني بين المباني والحدائق والمناظر الطبيعية المحيطة.

## الاستخدام الثقافي
يُستخدم قصر أوغوستوسبورغ حاليًا كمكان لإقامة حفلات موسيقية كلاسيكية، لا سيما في إطار فعاليات "حفلات قصر برول" (Brühl Palace Concerts) التي تُقام سنويًا وتستقطب جمهورًا من جميع أنحاء أوروبا.